# Костриця карпатська
Костриця карпатська (Festuca carpathica) — вид однодольних рослин з родини злакових (Poaceae).

## Опис
Це багаторічна рослина 50—70 см заввишки. Листки в сухому стані трубчасто згорнуті або напівскладені, шириною 1.5–4(5) мм. Колоскові луски майже повністю перетинчасті; нижні колоскові луски 4–6 мм довжиною, широкояйцювата, з широким перетинчастим, часто надірваним краєм.

## Поширення
Ареал: Словаччина, Польща, Румунія, Україна.
В Україні вид росте на виходах корінних порід, крутих схилах та уступах, біля підніжжя скель та урвищ — у Карпатах, рідко (хр. Свидовець, Мармарошські та Чивчинські гори). Карпатський ендемік.